# Elasmus flavipostscutellum
Elasmus flavipostscutellum är en stekelart som beskrevs av Girault 1912. Elasmus flavipostscutellum ingår i släktet Elasmus och familjen finglanssteklar. Inga underarter finns listade i Catalogue of Life.